# Schnupftabakglas

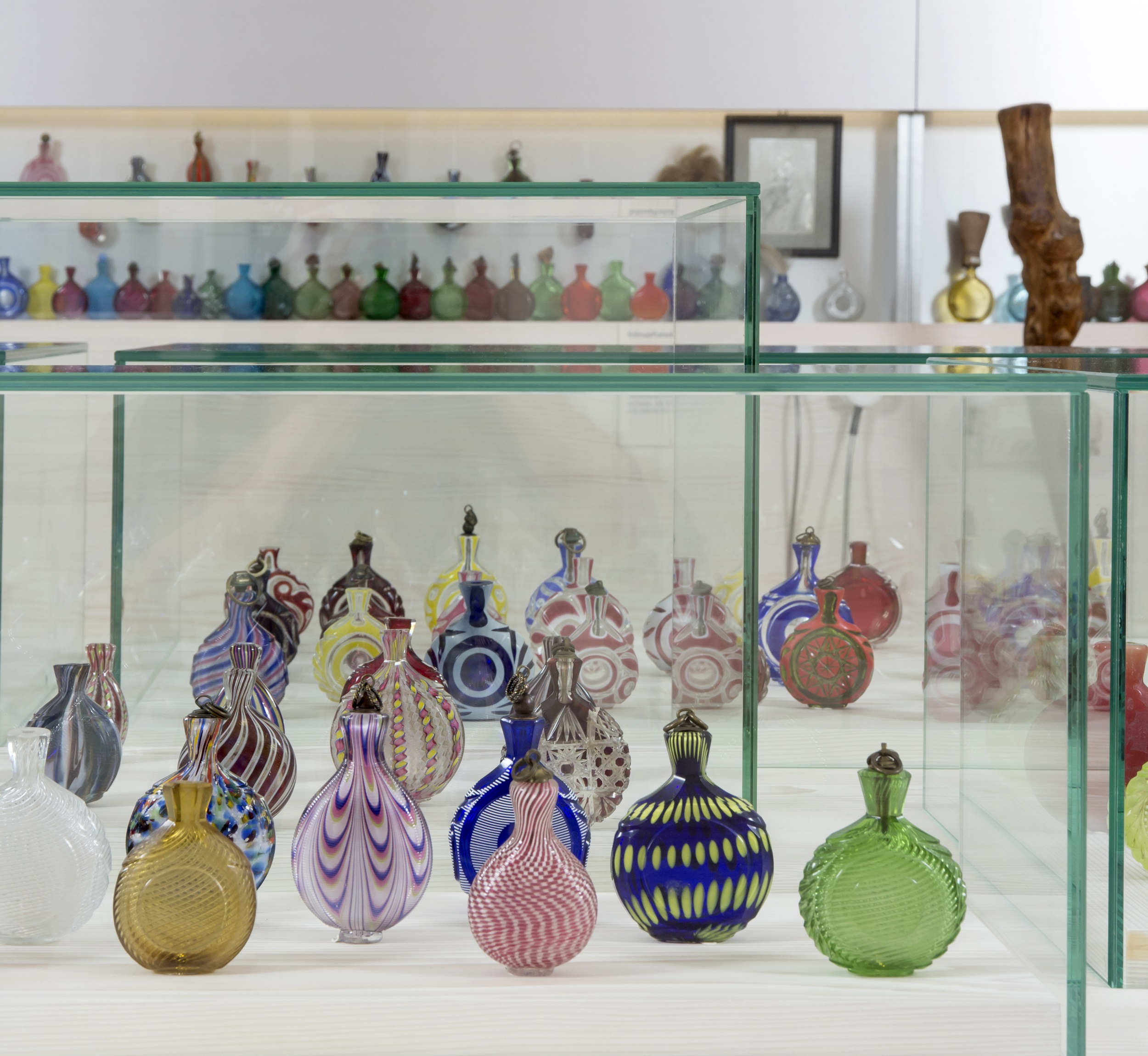
Schnupftabakgläser (im Waldmuseum Zwiesel, 2014)

Ein  Schnupftabakglas ist ein handwerklich hergestelltes Glasobjekt, welches zur Aufbewahrung von Schnupftabak dient, ähnlich der Schnupftabakdose.

## Geschichte und Entwicklung

### Vorkommen in Bayern
Schnupftabakgläser finden sich besonders im bayerischen Wald und Böhmerwald, insbesondere im Raum Zwiesel, Frauenau und Spiegelau.
Erste Hinweise auf die Fertigung von Schnupftabakgläsern sind in alten Fertigungsberichten des 17. Jahrhunderts belegt. Vor allem im bayerischen und böhmischen Raum tauchen die Begriffe „Tobackhpixl“ oder „Tabakbüchsel“ auf, welche gläserne Gebrauchsgegenstände zur Tabakaufbewahrung bezeichnen. Der umgangssprachliche Ausdruck „Büchsel“ hat sich bis zum heutigen Tage erhalten.

Während im 18. Jahrhundert die Herstellung von Schnupftabakgläsern kriegsbedingt zurückging, finden sich zu Beginn des 19. Jahrhunderts wieder zahlreiche Belege für ihre Existenz und Verbreitung. Das Mitführen eines eigenen Schnupftabakglases gehörte in Bayern aufgrund der derzeitigen Beliebtheit des Schnupftabaks zum Alltag. Durch das Aufkommen von Zigaretten und preiswerter Steinzeugflaschen nach dem Ersten Weltkrieg wurde die gläserne Schnupftabaksflasche weitgehend aus dem Alltag verdrängt, erlebte ihr Comeback aber ab 1960 durch größer werdendes Interesse von Sammlern, was auch die Produktion wieder anheizte. Der ursprünglich alltägliche Gebrauchsgegenstand wandelte sich hin zum Sammlerobjekt und mannigfaltig gestaltetem Kunstobjekt. In den meisten Fällen nach wie vor mit dem Hintergrund des traditionellen Schnupftabakglases.

### Schnupftabakbehälter anderer Länder
Quellen aus dem 18. Jahrhundert belegen die Herstellung von verschiedenfarbigen Schnupftabakgläsern auch im entfernten China. Es entwickelte sich eine kunsthandwerkliche Tradition der Hinterglasmalerei auf der Innenseite von Schnupftabakfläschchen. Dort wurden im Verlauf dieses Jahrhunderts auch Schnupftabakflaschen aus anderen Materialien, wie   Porzellan, gefertigt. In Südamerika überwogen Naturmaterialien wie Holz, Horn oder Schalenfrüchte, während in Spanien neben diesen Materialien vor allem im 18. Jahrhundert Dosen aus Edelmetallen beliebt waren. Flaschenförmige Behälter wurden in Spanien meist aus Holz, Horn oder auch Elfenbein hergestellt, die Verwendung von Glas ist nicht belegt. Ähnlich verhält es sich mit ostafrikanischen Schnupftabaksbehältern. In Pommern hingegen tauchen im 19. Jahrhundert neben Horn oder Metall auch den bayerischen Schnupftabakgläsern ähnliche Fläschchen auf.

## Herstellung und Techniken

### Schinden
Die Herstellung von Schnupftabakgläsern erfolgte neben der industriellen Produktion um 1900 im Raum Zwiesel und Spiegelau auch während des sogenannten „Schindens“. Glasmacher nutzten hierbei ihre Pausen während der Arbeitszeit, um aus abfallendem oder auch vorrätigem Material Gegenstände für den Eigengebrauch oder auch den privaten Weiterverkauf zu fertigen, sogenannte Schinderware. Diese Art der Bereicherung war durchaus gängige Praxis und wird bis zum heutigen Tag toleriert. Neben der Motivation des Zuverdienstes lag der Reiz im Schinden auch in der gestalterischen Freiheit, welche im Berufsalltag des Glasmachers oft zu kurz kam. So entwickelten sich im Laufe der Zeit immer individuellere und künstlerischere Techniken.

### Herstellung eines Schnupftabakglases
Die Herstellung eines Schnupftabakglases ist von handwerklicher Komplexität und soll daher nur in groben Zügen erläutert werden. Das wichtigste Werkzeug des Glasmachers bei der Herstellung eines Schnupftabakglases ist die Glasmacherpfeife. Auf diese wird durch Eintauchen und Drehen im Hafenofen geschmolzenes Glas aufgetragen. Um dieses Glas nun in die erwünschte Form zu bringen, wird es durch die Pfeife hindurch aufgeblasen und in einer hölzernen Form, einem Model, gedreht. Diese Grundform kann nun durch verschiedene Bearbeitungstechniken weiter gestaltet werden, so durch Einschneiden oder Plätten. Hierfür wird das Glas immer wieder am Ofen erhitzt. Schließlich wird es durch einen Schlag von der Pfeife getrennt, sodass der Glasmacher nun die Öffnung und den Kragen gestalten kann. Die Weiterverarbeitung eines Schnupftabakglases erfolgt durch Schleifer, Graveure oder Glasmaler.

### Verschiedene Techniken

#### Überfanggläser
Bei einem Überfangglas besteht das Glas in der Regel aus zwei verschiedenfarbigen Farbschichten, dem Innen – und Außenüberfang. Auch Überfangtechniken mit bis zu sieben verschiedenen Schichten sind möglich. Durch Schliff und Gravur werden bei Überfanggläsern reizvolle Effekte erzielt.

#### Fadengläser
Auf den Grundglaskörper werden verschiedenfarbige Glasstäbchen aufgebracht und eingeschmolzen. Durch Verformungen und Verdrehungen sowie die Nachbearbeitung durch unterschiedliche Werkzeuge entstehen verschiedene Dekore wie Fischgrät-, Netz- oder Wellendekor.

#### Mascherl
Die vielleicht schwierigste Technik ist die des Mascherlglases. Hierfür werden auf den Grundglaskörper kleine, in sich bereits aufwändig gestaltete Glasstäbchen aufgebracht, welche zuvor eigens gefertigt wurden. Diese Stäbchen umschließen das Glas nun völlig. Durch ihre Unterschiedlichkeit in Farbe und Gestaltung sowie Kombination auf dem Glas wird jedes Mascherl ein Unikat.

#### Umsponnene
Um einen Grundglaskörper, welcher bereits durch Farbglastechnik veredelt wurde, wird ein gleichbleibend feiner, langer Glasfaden gewickelt, sodass er das ganze Glas dicht umschließt. Dieser Vorgang nennt sich „Umspinnen“.

#### Hohlgeschnürte
Durch ein sogenanntes hohlgeschnürtes Glas ziehen sich dekorativ dünne, hohle Luftkanäle. Diese gelingen durch die Kombination eines gerippten Kern und eines Mantels. Die komplizierte Technik wird zumeist von zwei Glasmachern gemeinsam ausgeführt.
Da der Fantasie, Kreativität und Experimentierfreudigkeit der Glasmacher keine Grenzen gesetzt sind, gibt es noch zahlreiche weitere Techniken, welche oben ausgeführte Grundtechniken weiterführen oder kombinieren.

### Veredelung
Die Gläser, die nach oben genannten Techniken von den Glasmachern gefertigt wurden, werden oftmals von weiteren Kunsthandwerkern überarbeitet. Ein Graveur kann das ihm anvertraute Schnupftabakglas mit einer Gravur versehen. Während diese Technik früher oft für die Gravur von Namen oder Sprüchen genutzt wurde, tritt sie heutzutage auch zum kunstvollen plastischen Weitergestalten des Grundglases auf. Durch einen Schleifer erhält ein Glas den passenden Schliff, wobei es Variationsmöglichkeiten gibt. Bei der Sandstrahltechnik werden Glasflächen mattiert. Die Glasmalerei bietet die Möglichkeit, die Gläser mit Emailfarben auf vielfältige Art und Weise zu gestalten.

## Schnupftabakgläser als Sammlerobjekt
Ab den 1960er Jahren entwickelte sich das Schnupftabakglas, welches nach dem Krieg aus der Mode gekommen war, zum Sammelobjekt. De große Vielfalt in Form, Farbe, Technik und Veredelung macht den Reiz für viele Sammler aus. Das Erscheinen des Buches „Brasilflaschl & Tabakbüchsl“ von Heiner Schaefer im Jahr 1978 bot für viele Sammler einen ersten Leitfaden bezüglich Wert und Art der Schnupftabakgläser. Die Produktion von Schnupftabakgläsern in größerer Stückzahl wurde durch die steigende Nachfrage angeregt. Durch den steigenden Wert vor allem  antiker Gläser werden heutzutage künstlich gealterte Fälschungen produziert und zum Kauf angeboten.